# 阿維森鎮區 (明尼蘇達州基特遜縣)
阿維森鎮區（英語：Arveson Township）是位於美國明尼蘇達州基特遜縣的一個行政鎮區。

## 歷史
阿維森鎮區於1902年設立，得名自縣政府專員阿維·阿維森（Arve Arveson）。

## 地方資料
阿維森鎮區的面積為89.49平方千米，當中陸地面積為88.58平方千米，而水域面積為0.91平方千米。根據2020年美國人口普查的數據，當地共有人口100人，而人口密度為每平方千米1.12人。